# Мелек Ахмед-паша
Мелек Ахмед-паша (ум. 1 сентября 1662) — османский государственный деятель абхазского происхождения. Доверенное лицо Мурада IV. Бейлербей Вана, Диярбакыра, Дамаска, Халеба. Великий визирь Османской империи с ноября 1650 по август 1651 года, он вернул печать во время волнений, связанных с махинациями для выплаты жалования янычарам. Мелек Ахмед-паша отказался от повторного назначения на пост великого визиря осенью 1653 года, однако ещё трижды был «хозяином печати султана», исполняя обязанности великого визиря вместо других. Наказал непокорных ханов Абдал-хана и Юсуфа-хана и разгромил езидов в 1640 году. Подавил восстание курдов в 1655 году, захватив крепость Битлис. Зять султанов Мурада IV и Ахмеда I. Известен благодаря тому, что покровительствовал своему племяннику Эвлии Челеби.

## Биография

### Происхождение
Год рождения Ахмеда-паши нигде не указан. Согласно Лесли Пирс, в 1644 году его возраст был от 50 до 60 лет (mid fifties), в 1662 — от 70 до 80 (mid seventies), то есть, он родился после 1582, но до 1594 года. По происхождению Ахмед-паша был абхазом. Он родился в деревушке Фындыклы (Галата, Стамбул), в мусульманской семье выходцев с Кавказа. Отец Ахмеда был командиром охраны у Оздемироглу Османа-паши. Детям из таких семей только в конце XVI века было разрешено получать образование в Эндеруне и делать карьеру. До этого в течение многих лет такая возможность была лишь у христианских детей, набранных по девширме, албанцев и босняков. У абхазов, живших в районе Топхане Стамбула, сложилась практика, при которой детей отправляли на Кавказ в возрасте одного-двух лет. В подростковом возрасте их возвращали в Стамбул и дарили или продавали высокопоставленным чиновникам. Таким образом, эти дети имели возможность попасть в Эндерун. Ахмед-паша в возрасте трёх лет был отправлен на родину отца для получения начального образования и вернулся в Стамбул в возрасте примерно 15 лет. Он был подарен вместе со своей двоюродной сестрой Ахмеду I, который дал ему лакаб (прозвище) «Мелек» (тур. Melek — ангел). Второе прозвище он получил из-за того, что был толстым — «Матак» (тур. Matak — буйволёнок); третье, реже используемое прозвище — «Тырнакчи» (тур. Tırnakçı — жулик, мошенник).
Сестра Ахмеда была выдана султаном замуж за придворного ювелира, её сын — Эвлия Челеби. Родственниками Мелек Ахмеда-паши и Эвлии были великий визирь Ипшир Мустафа-паша и башдефтердар (государственный казначей) Дефтердарзаде Мехмед-паша. Начиная с 1650 года, двенадцать лет Эвлия Челеби постоянно находился на службе у Мелек Ахмеда-паши, жил вместе с семьёй Мелека-паши и сопровождал его к местам назначений. Исключением был краткий период, когда он служил Кёпрюлю Мехмеду-паше. Как писал Эвлия, причиной перехода был конфликт с другими подчинёнными Мелек Ахмеда-паши, которые завидовали исключительному положению Эвлии и отношению к нему патрона. Практически все путешествия Эвлия Челеби совершил, сопровождая своих патронов, или же по их поручениям. Он служил им как секретарь, имам, муэдзин, секретный курьер, рассказчик и компаньон и описывал свои путешествия.

### Начало карьеры. Победа над езидами на горе Синджар. Первые контакты с Абдал-ханом
Окончив Эндерун, Ахмед получил должность слуги султана. Мелек Ахмед-паша служил в гардеробной султана в 1617 и в 1622 годах во время возведения на трон Мустафы I, а также участвовал в Хотинской кампании султана Османа II в 1621 году. В 1623 году он сопровождал Мурада IV в Эдирне и в Бурсу, в это время его должность была «держатель стремени султана». В это же время, когда султану Мураду потребовался чтец Корана, Мелек-паша представил ему Эвлию Челеби.
В 1635—1636 годах Мелек Ахмед-паша был в свите султана во время Ереванской кампании. Эвлия Челеби упоминает историю, случавшуюся в начале этой экспедиции, когда Мурад был в Ване. В комнате султана вспыхнул пожар и Мелек Ахмед-паша спас господина, лично справившись с огнём. Огонь вспыхнул из-за искры, упавшей на одежду во время её окуривания благовониями. Султан рассердился на главного оруженосца, дежурившего в тот день, поскольку это по его вине произошёл пожар; оруженосец был уволен, а Мелек Ахмед был поставлен на его место. Султан лично назначил его, подарив драгоценное блюдо и отороченный мехом халат. Султан заболел и, возвращаясь в Диярбакыр, проехал через Битлис, где остановился во дворце Битлисского хана. Предки Абдал-хана владели Битлисом ещё до османского завоевания несколько столетий. После завоевания Битлиса при Сулеймане семья временно перебралась в Персию, но вернулась в Битлис при Мураде III, а дед Абдал-хана, Шараф-хан Бидлиси, получил Битлис в наследственное владение. Помимо Эвлии Челеби, встреча описана шейх аль-исламом Карачелебизаде Абдулазиз Эфенди. Султан пожаловал Абдал-хану 100 кошельков с золотом, семнадцати сыновьям Абдал-хана были даны зеаметы, кроме этого Абдал-хану были дарованы доходы Муша.
«Мелек, ты отомстишь за меня Абдал-хану. Ни когда я отправлялся на священную войну, ни при моём возвращении он не соизволил явиться с приветствиями и пожелать мне удачной кампании».
В должности главного оруженосца Мелек Ахмед служил три года и участвовал в Багдадской экспедиции 1638—1639 годов. Когда Мурад возвращался из Багдада, будучи в Диярбакыре, он вызвал к себе Абдал-хана и Юсуфа-хана, вождя племени музури. Они не повиновались приказу, разгневав султана. Уезжая в Стамбул, Мурад назначил Ахмеда губернатором Диярбакыра и приказал ему наказать непокорных ханов. Диярбакыр был стратегически важным для контроля границ городом, неспокойная обстановка в его окрестностях препятствовала торговле. Также Ахмед-паша получил должность визиря, делавшую его полномочия более весомыми. Помимо непокорных ханов неприятности доставляли езиды, под чьим контролем оказались торговые пути через Синджар, они отказывались платить налоги и нападали на османские караваны. На подавление их мятежа был направлен Насух-паша.
Ахмед-паша пленил Юсуф-хана и убил 700 его людей. Юсуф-хан был прощён, а головы убитых Мелек Ахмед-паша отослал Мураду. Покончив с одним мятежником, Ахмед-паша во главе армии выступил из Диярбакыра в направлении Битлиса, но, встретив посредников Абдал-хана он достиг соглашения с ними, приняв предложения битлисского хана и 70 кошельков с золотом. Разобравшись с обоими ханами, Мелек Ахмед развернулся и направился в сторону Синджара, где Насух-паша не мог справиться с непокорными езидами. До приезда Мелек Ахмеда-паши езидам удалось разбить войска Насух-паши и убить около 7000 османских солдат. Ахмед-паша с армией из 70 000 солдат осадил гору Синджар и предложил езидам уплатить налоги, но они отказались, ушли в горы и организовали сопротивление. 700 османских солдат погибло, но езидов было перебито намного больше — 3060 человек. В одну ночь погибло 800 езидов, 75, взятых живыми, было обезглавлено. Дома были сожжены, так же как и поля и виноградники, люди укрылись в подземных пещерах. При штурме пещер езиды убивали своих жён и детей, закалывали себя. Кровопролитная битва длилась десять дней, османскими войсками было добыто 9000 голов и 13 600 пленников.
В начале 1640 года умер Мурад IV. После смерти Мурада султаном стал ещё один сын Кёсем-султан, Ибрагим I. В это время Ахмед-паша был губернатором (мутазаррифи) Халеба, с марта по апрель 1641 года — бейлербеем Багдада, а в 1641/1642 он назначен бейлербеем Шама. В 1643/1644 году Ахмед-паша был возвращён в Стамбул, где женился на Исмихан Кае-султан, дочери Мурада IV. Инициатором брака была валиде Кёсем-султан, активно привлекавшая на свою сторону высокопоставленных чиновников и военачальников с помощью браков с её дочерьми и внучками. Мать Каи имела свои планы и желала устроить брак дочери с другим женихом, но Кёсем-султан настояла на своём.
В 1644 году Ахмед-паша был бейлербеем Эрзурума. Битлисский правитель Абдал-хан захватил 70 000 овец на летних пастбищах в районе Бингёля. Он считал, что владельцы отар не уплатили ему налог. Владельцы захваченных овец пришли к губернатору Мелек Ахмеду, и он отправил к Абдул-хану письмо с требованием вернуть отары. Абдал-хан порвал письмо и приказал убить посланника со словами: «Я не в его провинции и не под его юрисдикцией. Я благородный хан». Посланника спас советник Абдал-хана.
В 1645 году Ахмед-паша был второй раз губернатором Диярбакыра, уволен в том же году, но в 1646 году опять (в третий раз) направлен в Диярбакыр. В августе 1648 года султан Ибрагим был свергнут и вскоре убит, султаном стал Мехмед IV, которому было 6 лет. За него правила бабушка, Кёсем-султан, расположенная к Мелек Ахмеду-паше. С конца 1648 по ноябрь 1649 года Мелек Ахмед второй раз был бейлербеем Багдада.

### В Стамбуле и Румелии
В ноябре 1650 года Ахмед-паша опять ждал назначение в Багдад, но вместо этого был назначен великим визирем.
Летом 1651 года, когда пришло время выплаты жалования янычарам, башдефтердар (государственный казначей) и главы янычарского корпуса договорились о махинации. Идея была в том, чтобы собрать все фальшивые и неполновесные деньги, которые получится. После этого торговцев Стамбула заставили обменять эти неполноценные деньги на настоящие полновесные золотые монеты с убытком в 30 процентов по официальному курсу. Полученные золотые монеты обменивали в свою очередь на серебро у менял, и тоже по курсу, приносящему убыток последним. Таким образом удалось собрать деньги на жалование, а офицеры янычар получили ещё и прибыль. Когда представители гильдии торговцев обратились к Мелек Ахмеду-паше с жалобой, он их прогнал и оскорбил, назвав «неверными собаками». 1 августа начались беспорядки. Сначала на базаре, вскоре у Айя-Софии собралась толпа (около 20 000 человек), требовавших отставки великого визиря и казни шестнадцати человек — главных виновников махинации с фальшивыми деньгами. Не способствовало разряжению напряжённости и то, что бунтовщики избрали посредником шейх аль-ислама Карачелебизаде Абдулазиза, которого Кёсем считала врагом. За Мелек Ахмедом трижды посылали из дворца, но он не пришёл, испугавшись толпы. Наконец ему передали приказ либо явиться, либо вернуть печать. Мелек Ахмед-паша отослал печать во дворец. Новый великий визирь, Сиявуш-паша, и Кёсем-султан договорились с янычарами, и на следующий день с их помощью удалось разогнать бунтующих. На фоне бунта происходила борьба двух группировок. Первая поддерживала Кёсем-султан, желавшую возвести на престол вместо Мехмеда IV своего другого внука, Сулеймана II, мать которого была сговорчивее, чем Турхан-султан. Вторая же хотела избавиться от Кёсем. В ночь на 2 сентября 1651 года Кёсем-султан была задушена во дворце. Вся власть перешла к сторонникам Турхан-султан.
Ещё до смерти Кёсем-султан Мелек Ахмед получил назначение в Силистру и пробыл санджак-беем Силистры c августа 1651 года до сентября 1652 год. Во время его губернаторства на Варну напали казаки. Мелек Ахмед-паша разгромил их флотилию, захватив двадцать судов. Сухопутные отряды казаков Мелек Ахмед окружил. В итоге около 700 человек попали в плен, 1000 было зарублено в битве и около 1000 утонуло. В конце 1652 года Мелек Ахмед-паша стал бейлербеем Румелии. Время назначения источники указывают по-разному: 12 сентября или декабрь. В июле 1653 года Мелек Ахмед-паша получил назначение на пост второго визиря и вернулся в Стамбул. Великим визирем был Быйыклы Дервиш Мехмед-паша, с которым у Мелека Ахмеда были дружеские отношения. Мелек Ахмед получил назначение в Карахисар, но туда не поехал, а отправил своих помощников. Сам же в это время «наслаждался с друзьями в своих двенадцати имениях» под Стамбулом. Вскоре с Дервиш Мехмедом-пашой случился удар и он оказался прикован к постели, вместо него был назначен исполнять обязанности великого визиря в диване Мелек Ахмед-паша (май—октябрь 1653 года). Когда осенью Мехмед-паша умер, султан хотел вторично назначить на пост великого визиря Мелек Ахмеда-пашу, но тот попросил не делать этого и назначить вместо него Ипшира Мустафу-пашу — бейлербея Алеппо и своего родственника. Однако Ипшир-паша не торопился вернуться в Стамбул, и до его приезда Мелек Ахмед в течение семи месяцев (октябрь 1653—апрель 1654 года) продолжал исполнять обязанности великого визиря, будучи его заместителем. Ипшир-паша подавлял восстание джелали; кроме того, вместе с печатью великого визиря ему выслали приказ жениться на овдовевшей в пятый раз Айше-султан, к чему он, видимо, не стремился.

### Назначение в Ван. Отношения с Ипширом-пашой
По прибытии Ипшира-паши в Стамбул весной 1654 года, братья встретились. Мелек Ахмед сообщил Ипширу-паше об обстановке в столице. Великий визирь наградил его почётным халатом. Однако вскоре между ними возникли разногласия. В ноябре 1654 года Ахмед-паша был вызван в Стамбул и назначен бейлербеем в Ван, причём это назначение было равносильно ссылке, поскольку регион был неспокойным и его губернатор сильно рисковал. По семейным обстоятельствам он смог отправиться в Ван лишь в начале 1655 года.
Уже после отъезда Ахмеда-паши были арестованы несколько человек из его окружения, включая кетгуду, дефтердара (казначея) и начальника канцелярии. Эвлия Челеби, явившись к Ипширу-паше по вызову, слышал их крики. Ему продемонстрировали несчастных, раздетых донага и посаженных в бассейн (была зима) в цепях. Он должен был уговорить их отдать деньги, якобы растраченные или присвоенные. Эвлия Челеби сделал всё от него зависящее, поговорив с ними. Они согласились отдать всё, что могли, однако через день Кая-султан сообщила Эвлии, что их повезли якобы в ссылку, но по дороге убили. Кая-султан снабдила Эвлию деньгами и отправила к Мелеку Ахмеду-паше, сообщая мужу, что он должен быстрее добраться до Курдистана. По её словам, Ипшир-паша просил у султана фирман на казнь Мелека Ахмеда-паши, однако и султан Мехмед IV, и валиде-султан Турхан были против. «Этот Ипшир-паша моему супругу родич (akraba), но он ему и скорпион ('akraba)».
В марте 1654 года Эвлия Челеби выехал вслед за Мелек Ахмедом-пашой, избегая больших дорог и постоялых дворов. В мае Ипшир-паша был обезглавлен в ходе мятежа янычар.

### Мятеж Абдал-хана
В начале 1655 года Ахмед-паша прибыл в Ван к Абдал-хану. Правитель Битлиса был очень богат, положение Битлиса, через который проходили торговые пути в Персию, позволяло ему собирать большие налоги; в Стамбул он отправлял только часть. Женат он был на внучке султана Селима II (дочери Шах-султан). Незадолго до этого через Битлис проезжал известный купец и путешественник Тавернье, который оставил описание своих странствий. Его поразили богатство города и правителя, мощь крепости, Тавернье настолько был введен ими в заблуждение, что посчитал город независимым от османов и сефевидов. «Бей Битлиса — могущественный», — сообщил он.
Приехав в Битлис, Мелек Ахмед-паша произнес речь, в которой напоминал ему о событиях 1640 года (когда Абдал-хан не подчинился вызову Мурада) и 1644 года (когда он похитил отары овец). Мелек Ахмед-паша сообщил, что готов отнести прежние поступки Абдал-хана на счёт его юного возраста в те годы, но подчеркнул, что сейчас приехал в качестве бейлербея Вана и Битлис находится под его юрисдикцией. Ахмед-паша предупредил Абдал-хана, что впредь не потерпит нарушения приказов султана. «Сиди тихо и не сходи с правильного пути».
«Это отеческий совет», — оценил предупреждение Абдал-хан и принял бейлербея по-царски.
Однако через небольшое время повторилась ситуация прошлых лет: к Мелек Ахмеду-паше явился эмир Малазгерда и пожаловался, что Абдал-хан напал на его территории, убил триста человек и увёл 40 000 овец. Мелек Ахмед написал хану письмо, в котором обвинял его в нелояльности. Кроме того, он обвинил правителя Битлиса в том, что тот езид. Абдал-хан собрал своё войско в 40 000 человек и взбунтовался. Мелек Ахмед-паша с армией выдвинулся из Вана, разбив лагерь у крепости Татван на берегу озера Ван и подножия горы Немрут, в 20 километрах от Битлиса. К нему присоединились эмир Малазгерда и некоторые другие эмиры, обиженные заносчивым Абдал-ханом. Возведённые Абдал-ханом каменные редуты вокруг Битлиса, а также старые стены города, защищались курдской пехотой, вооруженной мушкетами. Мелек Ахмед-паша атаковал внешний оборонительный периметр и прорвался в город. Османские войска захватили Битлис и разорили окрестности, но Абдал-хану удалось скрыться. После победы османской армии воины Абдал-хана совершили неудачное покушение на Мелека Ахмеда-пашу. Отряд из 200 курдов ворвался в лагерь, а один вооружённый копьём курдский всадник доскакал до шатра Юсуфа Кетхуды, заместителя бейлербея. Однако их удалось обезвредить, и только некоторые из нападавших остались в живых. После падения Бидлиса 1000 курдов во главе с Кара Али продолжали сопротивляться в старой цитадели. После того как они сдались, Кара Али был приведён к Мелеку Ахмеду-паше. Мелек Ахмед, поговорив с ним, приказал отпустить его, наградив «почётным халатом». В крепости захвачено было 700 человек. 70 пленников уже было зарублено палачом, ещё 630 ожидали своей участи. Несмотря на то, что Мелек Ахмед-паша хотел казнить всех, Эвлия Челеби упросил его и казнено было 150 человек, 550 остались рабами.
Сокровища Абдал-хана были изъяты и проданы чтобы покрыть долги перед казной и владельцами отар. Среди изъятых сокровищ было множество сундуков, в которых обнаружили внутри шкатулки с драгоценностями. Когда Мелек-Ахмед-паша узнал, что это приданое Ханым-султан, жены Абдал-хана, он отослал всё ей обратно. Когда кто-то сказал, что оставшегося может не хватить для оплаты долгов, Мелек Ахмед-паша ответил, что в таком случае всё недостающее заплатит сам. Эвлия Челеби пишет, что радость и благодарность Ханым-султан не знали границ. После этого жена Абдал-хана отправила Кае-султан, жене Мелека Ахмеда-паши, дорогие подарки: десятки драгоценных камней и корону, украшенную пятьюдесятью бриллиантами.

### Последние годы
В 1656—58 годах Мелек Ахмед-паша был дважды (с кратким промежутком) бейлербеем Озу. Будучи отозван в Стамбул весной 1658 года, он опять исполнял обязанности великого визиря как его заместитель с 13 по 23 мая. Затем он получил в подарок доходы от санджака Афьонкарахисар.
Великий визирь Кёпрюлю Мехмед-паша велел конфисковать 47 000 баранов, много мулов и верблюдов из поместья Ахмеда-паши под предлогом, что это имущество Хасана-паши. Мелек Ахмед-паша пытался возразить, что Хасан-паша давал ему как официальный подарок только 20 000 овец, ко Кёпрюлю был непреклонен. Ахмед-паша с женой уехали из Стамбула в загородный дворец в Бейкозе, чтобы быть подальше от глаз и не провоцировать великого визиря.
В 1659 году умерла Исмихан Кая-султан. Через двадцать дней после её смерти Мелек Ахмед-паша получил назначение в Боснию.
Великий визирь приказал забрать всё имущество, находившееся во дворце Каи-султан, включая и вещи Мелека Ахмеда-паши. Кроме того, Кёпрюлю потребовал от Мелека Ахмеда-паши вернуть те деньги, которые Кая-султан давала мужу, когда он уезжал в провинции. При отъезде в Боснию Мелек Ахмед-паша отказал Кёпрюлю в просьбе взять заместителем его человека. Великий визирь заявил, что тогда он этого человека назначит визирем и отправит в Боснию вместо Мелека Ахмеда-паши.
В ноябре 1661 года в Боснию пришли две новости: во-первых, Кёпрюлю умер и на его место был назначен его сын, Фазыл Ахмед-паша; во-вторых, Мелек Ахмеда-пашу вызывали в Стамбул. Его вынуждали жениться на дочери Ахмеда I Фатьме-султан, приходившейся тёткой первой жене Ахмеда-паши.
1 сентября 1662 Мелек Ахмед-паша умер от чумы в Эйюпе. Считается, что он похоронен при мечети Султана Эйюпа, могила находится в ногах могилы некоего Кечи Мохаммеда-эфенди. На безымянной могиле установлено два камня согласно завещанию паши:

Не возводите купола или другого здания над могилой, только трава и камень в ногах и изголовье— Завещание Ахмеда-паши

### Личность
Мелек Ахмед-паша оказывал Эвлии покровительство, дарил кошельки с деньгами. Ахмеду-паше повезло — Эвлия оказался любящим и благодарным биографом. Благодаря Эвлии Челеби Мелек Ахмед-паша характеризуется исследователями чаще как «культурный, достойный, нежный, свободный от недостатков, сострадательный», «испытанный и надёжный воин».

## Семья

### Первый брак
Исмихан Кая-султан, дочь османского султана Мурада IV, родилась в Стамбуле в 1633 году.
В 1644 году был заключён брак Каи-султан и Ахмеда-паши, который был старше своей юной невесты почти на сорок лет. Инициатором брака была бабушка невесты — валиде Кёсем-султан. Кая боялась замужества настолько, что семь лет супруги не жили под одной крышей. В первую брачную ночь она ударила Ахмеда-пашу кинжалом, в другой раз отрезала часть его бороды, и он некоторое время не мог посещать диван. Страхи были связаны с предсказанием, что она умрёт при родах. Вмешательство Кёсем, посоветовавшей паше убить предсказательниц, служанок и компаньонок жены и запершей супругов в комнате, привело к беременности Каи. В благодарность за помощь Мелек-паша осыпал Кёсем подарками. Через девять месяцев Кая благополучно родила дочь. Она полюбила мужа и всё время стала проводить с ним. В следующие десять лет их брак был счастливым; кроме того, Кая оказывала мужу поддержку как морально, так и финансово. По словам Эвлии, Кая была одной из самых богатых принцесс; в хасс ей был дан город Денизли.
Осенью 1654 года, когда Кая была беременна второй раз и находилась на седьмом месяце, Ахмед-паша был вызван из загородного имения в Стамбул, где получил назначение в Ван, эквивалентное ссылке. Великий визирь требовал немедленного отправления Ахмеда на место службы. Неизвестно почему, но Кая решила, что её мужа хотят убить. Она бросилась навстречу мужу в Стамбул, сначала в повозке, потом на своём судне через пролив; лодки, на которых плыли супруги, встретились, но Каю растрясло, она перенервничала, и у неё начались преждевременные роды. Когда супруги добрались до дома, Ахмед-паша раздал 10 000 акче домашним, чтобы каждый прочитал тысячу раз «аль-Ихляс» (112 суру Корана) за благополучное разрешение его жены от бремени. Присланные к Ахмеду-паше люди великого визиря продолжали настаивать на немедленном отъезде в Ван, однако Ахмед-паша отказался оставлять жену во время родов. Кая родила мертворождённого сына. По свидетельству Эвлии Челеби, Ахмед-паша, держа его и плача, говорил: «Смотрите, какой был бы красивый ребёнок». Не дожидаясь похорон ребёнка, великий визирь вновь отправил к паше своих людей, однако на этот раз Ахмед-паша прогнал их, применив к ним силу.
В 1659 году Кая забеременела в третий раз и родила дочь, названную Фатьмой. За несколько месяцев до беременности Кае и Ахмеду-паше стали сниться сны, которые предрекали скорую смерть султанше от потери крови. После рождения дочери Мелек-паша раздал ещё раз огромную сумму в качестве подаяния. Однако роды прошли с осложнениями, послед не выходил. Акушерки вырывали его руками и повредили матку; на четвёртый день после родов Кая умерла от большой кровопотери. Несмотря на наличие дочери и вдовца, имущество султанши, по традиции, было передано в государственную казну, при этом великий визирь Кёпрюлю Мехмед-паша приказал забрать всё, находившееся во дворце Каи-султан, в том числе ценности, одежду и оружие Ахмеда-паши. По свидетельствам современников, Ахмед-паша, горячо любивший жену, со слезами бросился на её гроб, чем вызвал осуждение окружающих.

### Второй брак
Когда Ахмед-паша на похоронах первой жены публично рыдал, упал на её гроб и не мог успокоиться, великий визирь сказал: «Не стыдно тебе так убиваться из-за женщины? Я дам тебе другую принцессу». «Как не стыдно так говорить. Пусть Аллах покарает тебя!» — ответил Ахмед-паша. Так и вышло — великий визирь устроил свадьбу Ахмеда-паши и Фатьмы-султан, однако не дожил до неё.
В 1662 году Ахмед, находившийся в военной кампании в Трансильвании, был вызван для заключения брака в Стамбул.
Фатьма-султан была дочерью Ахмеда I и тётей правящего султана Мехмеда IV и Каи, первой жены Ахмеда-паши. К моменту свадьбы с Ахмедом-пашой в 1662 году Фатьме-султан было пятьдесят семь лет (она родилась в 1605 году), это был её четвёртый брак. Двое из трёх её предыдущих мужей были казнены. После смерти Ахмеда-паши она ещё дважды выйдет замуж.
Согласно рассказу Эвлии, Мелек Ахмед был несчастен из-за этой женитьбы и по секрету поведал, что брачная ночь с Фатьмой хуже пытки. Он винил в своём несчастье неприязненное отношение к себе покойного великого визиря Кёпрюлю Мехмеда-паши. Рассказывают, что тот сказал: «Я дал Мелеку слониху, пусть он попробует накормить её».
Брак Мелека Ахмеда-паши с Фатьмой-султан, кардинально отличался от брака с Каей.
В брачную ночь принцесса представила супругу безусловное требование о поддержке, которую она ожидала от него для своей большой семьи.
Ахмед-паша просил её снизить требования:

Я только что вернулся из кампании в Трансильвании. Я визирь, который борется за святую войну. В этой кампании у меня под началом было семь тысяч человек, которых нужно содержать. Я потратил 170 000 золотых изделий и 600 кошельков монет. Мне даже пришлось продать довольно много обмундирования, оружия, доспехов и шлемов, а также брать деньги у янычарского корпуса. Я не тиран, чтобы несправедливо добывать деньги на тех постах, на которые меня назначают, для того, чтобы насытить вас
Однако Фатьма была неумолима. Ахмед-паша сообщил ей, что запросы его прошлой жены, Каи, были в пять раз меньше. «Не равняйте меня с Каей, паша, я дочь султана Ахмеда, а Кая была лишь моей племянницей! Ха! Он думает, что я похожа на девчонку Каю!» И тогда Ахмед-паша не сдержался: 

Аллах не даст мне подумать, что похожи! Вы дочь султана Ахмеда, Вам семьдесят семь лет, вы видели лица многих мужчин и прошли через дюжину мужей! Когда же я женился на Кае, она была тринадцатилетней девственницей, не видевшей мужчин, кроме отца. Она жила целомудренно и умерла, будучи моей женой. Она была Кая Исмихан, несравненная девочка, сияющая луна. Вы же старая, морщинистая, пожившая женщина. 
Фатьма-султан ответила, что тогда развод является единственным решением и он должен приготовиться выплатить её приданое, равное годовым налоговым поступлениям из Египта.
Когда вскоре паша умер, Фатьма Султан немедленно опечатала его жилище, требуя его казну и все его имущество в приданое. Великий визирь был вынужден уступить.

### Дети
Из описания Эвлии Челеби известно, что Исмихан Кая-султан рожала трижды:
- Афифе (1650/52[k 11]), умерла в младенчестве[k 12].
- мертворожденный недоношенный сын (1654)[64]
- Фатьма Ханым-султан (1659 — до 20 декабря 1727), родив её, Кая умерла[59]. 20 декабря 1727 года в записях казначейства отмечено получение обратно имущества, выделенного Фатьме. Фатьма проживала и умерла в Стамбуле. Сведений о замужестве или детях нет. Похоронена она на кладбище комплекса Азиза Махмуда Хюдайи[тур.][74].

Во втором браке детей у Ахмеда-паши не было.
Его завещание содержит упоминание ещё одного ребёнка:
- Ибрагим[k 13], дата рождения неизвестна, он родился или до 1643 года, или в промежуток между 1659 и 1662 годами[k 14].

## Комментарии
1. ↑  Когда же набирают детей неверных, то польза [от этого] в том, что с переходом в ислам в них рождается религиозное рвение и они становятся врагами своих сородичей. Каждый из числа этих [новобранцев] на победоносных границах  проявляет перед лицом врага доблесть и отвагу[5].
2. ↑  «В возрасте четырнадцати лет он был доставлен в столицу и подарен султану Ахмеду вместе с моей собственной матерью, которая была дочерью его материнской тетки. Ахмед Хан передал мою мать главному ювелиру Порты Дервишу Мехмеду Зилли, и я появился в результате этого союза»[7]
3. ↑  «Мать нашего господина [Дефтердараде] Мехмед-паши, родственница нашего господина Мелека Ахмед-паши, является родственницей и мне, ничтожному: она приходится дочерью моей тетки с материнской стороны»[8].
4. ↑  «между вами тремя отчужденности нет. Разве не является мать нашего господина Мехмед-паши вашей родственницей и родственницей матери нашего господина Мелек-паши? И разве моя мать не является сестрой матери Мелек-паши? Между ними нет отдаленности. Мы можем гордиться тем, что наш господин Мехмед-паша является моим родственником со стороны моей матери, а наш господин Ипшир-паша — мой родственник — обладатель достоинства человека, которому можно верить»[9].
5. ↑  Ранее он в был главным судьёй  в Румелии и Анатолии, и в этом качестве выпустил фетвы, позволившие свергнуть и казнить Ибрагима I, сына Кёсем[23].
6. ↑  Сюрейя писал, что это было осенью 1653 года[2][22].
7. ↑  Ипшир Мустафа-паша тоже был абхазцем. Его мать, по словам Эвлии Челеби, была ближайшей родственницей Мелек Ахмеда паши[30].
8. ↑  Хасс — земельные владения с доходом от 100 тыс. акче в год. Значительную часть земель этой категории составляли те, из которых производились пожалования членам султанской семьи и приближенным ко двору особам женского пола[62].
9. 1 2  Фатьме было 57 лет и у неё было 3 или 4 мужа к тому моменту. Это образное преувеличение.
10. 1 2  Под приданым подразумевается не то, что она принесла мужу в браке. Это отступные.
11. ↑  Алдерсон указывает 1644 как дату рождения Афифе[72]. Однако, исходя из того, что свадьба датируется  1643/44 годом[2][72], и еще семь лет супруги жили раздельно[60][1], в 1644 году Кая родить не могла.
12. ↑  «дочь-младенец его султаны, названная Афифе Ханым-султан, похоронена в Мечети Шехзаде»[2][73]
13. ↑  «Я даю 1 000 золотых монет моему сыну Ибрагиму ...»[55].
14. ↑  Неизвестная жена или же наложница могла быть у Ахмеда-паши либо до брака с Исмихан Кая-султан, либо в промежутке между двумя браками. Перед женитьбой на принцессе будущий муж обязан был дать развод имеющимся жёнам и оставить всех наложниц[75][76].